# Basketball Champions League Américas 2021–22
A Champions League Américas 2021–22 foi a terceira edição desta competição de basquetebol organizada pela FIBA Américas. Realizada entre os dias 10 de dezembro de 2021 e 9 de abril de 2022, a edição foi disputada em um sistema misto, pelo qual os doze participantes foram divididos em quatro grupos. Após três rodadas, os dois melhores de cada grupo se classificaram para os playoffs.
Biguá e São Paulo protagonizaram a final, disputada no Rio de Janeiro. Na ocasião, o clube uruguaio começou a partida melhor e abriu oito pontos de vantagem; contudo, o São Paulo ganhou a partida contando com um bom aproveitamento nos arremessos de três pontos. Com esse resultado, o clube brasileiro conquistou seu primeiro título internacional na modalidade.

## Antecedentes
A Champions League Américas foi anunciada oficialmente pela FIBA Américas em setembro de 2019 como uma substituta da Liga das Américas. Na ocasião, o regulamento original previa os confrontos de playoffs em séries de três partidas, mas o planejamento foi alterado após o torneio ter sido paralisado devido à pandemia de COVID-19. Os confrontos de playoffs restantes foram decididos em uma única partida, inclusive a final, vencida pelo Quimsa. O Flamengo, por sua vez, ficou com o título da segunda edição após vencer o Real Estelí.
Em 16 de outubro de 2021, a organização realizou o sorteio oficial dos grupos da terceira edição da Champions League Américas. Na primeira fase, os doze participantes de sete países foram divididos em quatro grupos com três clubes cada. Por razões geográficas e logísticas, o grupo A havia sido pré-definido com Cangrejeros, Edmonton Stingers e Real Estelí. Os demais participantes foram divididos em quatro potes diferentes para o sorteio, seguindo diferentes critérios. De acordo com o regulamento, os grupos não poderiam ser formados por dois clubes de um mesmo país. Ao término dos 36 jogos da primeira fase, os dois melhores classificados de cada grupo avançaram para os playoffs.
| Grupo | País       | Clube                     | Ref.  |
| ----- | ---------- | ------------------------- | ----- |
| A     | Canadá     | Edmonton Stingers         | [ 8 ] |
| A     | Nicarágua  | Real Estelí               | [ 8 ] |
| A     | Porto Rico | Cangrejeros               | [ 8 ] |
| B     | Argentina  | Quimsa                    | [ 8 ] |
| B     | Brasil     | São Paulo                 | [ 8 ] |
| B     | Uruguai    | Nacional                  | [ 8 ] |
| C     | Argentina  | Obras Sanitarias          | [ 8 ] |
| C     | Brasil     | Minas                     | [ 8 ] |
| C     | Uruguai    | Biguá                     | [ 8 ] |
| D     | Argentina  | Boca Juniors              | [ 8 ] |
| D     | Brasil     | Flamengo                  | [ 8 ] |
| D     | Chile      | Universidad de Concepción | [ 8 ] |

## Primeira fase
Em 10 de dezembro de 2021, Flamengo e Quimsa venceram, respectivamente, Boca Juniors e Nacional nos jogos que inauguraram a terceira edição. O São Paulo, por sua vez, obteve a melhor campanha da primeira fase, vencendo todos os seis jogos disputados, permanecendo com 100% de aproveitamento. No mesmo grupo, o Quimsa venceu o confronto direto contra o Nacional e ficou com a segunda vaga.
No grupo C, o Biguá se recuperou de um começo irregular e ganhou quatro das suas últimas cinco partidas, sendo duas delas diante do Minas, tirando a liderança do clube brasileiro. Já o Flamengo disputou a liderança de seu grupo com o Boca Juniors, vencendo o embate decisivo contra os argentinos. O grupo A foi o último a ser definido. Na ocasião, Cangrejeros, Real Estelí e Stingers empataram em número de pontos; contudo, os clubes porto-riquenho e nicaraguense avançaram por causa dos critérios de desempates.

## Playoffs
Após o fim da primeira fase, a organização anunciou o ginásio do Maracanãzinho como sede dos playoffs, mas a decisão foi alterada por questões de segurança, e a Arena Carioca 1 foi posteriormente escolhida como nova sede. Também foram anunciados os confrontos das quartas de final e o chaveamento.
Em 6 de abril, Cangrejeros e Quimsa começaram os playoffs do torneio, com a equipe argentina dominando completamente o primeiro período e construindo uma vantagem de 14 pontos. Após o intervalo, o time porto-riquenho reduziu a desvantagem, mas o esforço não foi suficiente para reverter o placar.  Em seguida, Real Estelí e São Paulo se enfrentaram. Nos primeiros minutos, o clube nicaraguense conseguiu neutralizar o ataque adversário, mas o São Paulo superou essa dificuldade e conseguiu uma vantagem de 15 pontos ao fim do primeiro tempo. Apesar do Real Estelí ter reduzido a desvantagem no placar, não conseguiu impedir a vitória do São Paulo. O Biguá, do Uruguai, eliminou o Boca Juniors ao manter o controle de uma vantagem de 12 pontos conquistada no primeiro quarto. Por fim, no último jogo das quartas de final, o Minas derrotou o Flamengo por 85–83. Os mineiros saíram na frente, com uma vantagem de dois pontos no primeiro tempo, que foi superada pelo Flamengo no terceiro quarto. A vitória do Minas só foi garantida nos segundos finais.
No dia seguinte, as semifinais foram disputadas. Na primeira delas, Biguá e Quimsa protagonizaram um confronto muito equilibrado. No começo do primeiro período, os argentinos conseguiram controlar a partida através de ações defensivas eficazes contra os principais jogadores do adversário. Contudo, o Biguá se organizou rapidamente, estabelecendo um jogo coletivo eficaz e terminando o primeiro tempo com uma vantagem de 10 pontos. Depois do intervalo, o Quimsa conseguiu diminuir a diferença, contudo, o Biguá se beneficiou da atuação notável do armador Donald Sims, que fechou o jogo com 34 pontos. Algumas horas depois, o São Paulo garantiu a última vaga na final ao vencer o Minas por 93–79. O time paulista aproveitou os erros do adversário no início da partida e abriu uma vantagem de nove pontos. Embora essa vantagem tenha caído para apenas um ponto devido ao bom desempenho de Gui Santos no perímetro, o São Paulo manteve o controle do jogo, contando com boas atuações de Bruno Caboclo e Cordero Bennet.
No dia 9 de abril, Minas e Quimsa disputaram a partida pelo terceiro lugar. O time argentino se destacou pela boa eficiência nos arremessos de longa distância e conseguiu abrir uma vantagem de nove pontos no primeiro período. No entanto, o time brasileiro ajustou sua defesa e focou no jogo dentro do garrafão adversário, assumindo a liderança do placar ainda no primeiro tempo. Os argentinos tentaram reagir no terceiro quarto, mas a reação não foi suficiente. Mais tarde, Biguá e São Paulo se enfrentaram na final. Os uruguaios começaram melhor e abriram uma vantagem de oito pontos. No entanto, o São Paulo contou com os arremessos de três pontos de Elinho e Marquinhos para virar o jogo. No terceiro quarto, o time brasileiro impôs um forte ritmo ofensivo e dominou o adversário, ampliando sua vantagem para 24 pontos. O São Paulo manteve o controle no último quarto e garantiu o título da competição.
|  | Quartas de final            | Quartas de final            |                             |        | Semifinais     | Semifinais     |  |  | Final                       | Final |
|  |                             |                             |                             |        |                |                |  |  |                             |       |
|  | Rio de Janeiro - 6 de abril |                             |                             |        |                |                |  |  |                             |       |
|  |                             |                             |                             |        |                |                |  |  |                             |       |
|  | Flamengo                    | 83                          |                             |        |                |                |  |  |                             |       |
|  | Flamengo                    | 83                          | Rio de Janeiro - 7 de abril |        |                |                |  |  |                             |       |
|  | Minas                       | 85                          |                             |        |                |                |  |  |                             |       |
|  | Minas                       | 85                          | Minas                       | 79     |                |                |  |  |                             |       |
|  | Rio de Janeiro - 6 de abril |                             | Minas                       | 79     |                |                |  |  |                             |       |
|  |                             | São Paulo                   | 93                          |        |                |                |  |  |                             |       |
|  | São Paulo                   | São Paulo                   | 93                          | 75     |                |                |  |  |                             |       |
|  | São Paulo                   |                             | Rio de Janeiro - 9 de abril | 75     |                |                |  |  |                             |       |
|  | Real Estelí                 | 71                          |                             |        |                |                |  |  |                             |       |
|  | Real Estelí                 | 71                          | São Paulo                   | 98     |                |                |  |  |                             |       |
|  | Rio de Janeiro - 6 de abril |                             | São Paulo                   | 98     |                |                |  |  |                             |       |
|  |                             | Club Biguá                  | 84                          |        |                |                |  |  |                             |       |
|  | Cangrejeros                 | Club Biguá                  | 84                          | 79     |                |                |  |  |                             |       |
|  | Cangrejeros                 | Rio de Janeiro - 7 de abril |                             | 79     |                |                |  |  |                             |       |
|  | Quimsa                      | 87                          |                             |        |                |                |  |  |                             |       |
|  | Quimsa                      | 87                          | Quimsa                      | 91     | Terceiro lugar | Terceiro lugar |  |  |                             |       |
|  | Rio de Janeiro - 6 de abril |                             | Quimsa                      | 91     | Terceiro lugar | Terceiro lugar |  |  |                             |       |
|  |                             | Club Biguá                  | 98                          |        |                |                |  |  |                             |       |
|  | Boca Juniors                | Club Biguá                  | 98                          | 81     | Minas          | 91             |  |  |                             |       |
|  | Boca Juniors                |                             |                             | 81     | Minas          | 91             |  |  |                             |       |
|  | Club Biguá                  | 99                          |                             | Quimsa | 81             |                |  |  |                             |       |
|  | Club Biguá                  | 99                          |                             |        | 81             |                |  |  |                             |       |
|  |                             |                             |                             |        |                |                |  |  | Rio de Janeiro - 9 de abril |       |
|  |                             |                             |                             |        |                |                |  |  |                             |       |

## Repercussão

Jogadores e comissão técnica do São Paulo comemoram o título.

Até esta competição, o São Paulo jamais tinha conquistado um título internacional na modalidade, tendo reativado o departamento de basquetebol somente em novembro de 2018. Apesar do pouco tempo, o clube fez investimentos altos e formou equipes qualificadas. Logo chegou à elite do basquetebol nacional e obteve bons resultados; contudo, amargou uma série de vice-campeonatos, interrompida com o título Paulista de 2021. Portanto, a vitória contra o Biguá trouxe o primeiro título internacional ao São Paulo.
O ala-pivô Bruno Caboclo foi eleito o "Jogador Mais Valioso" da competição devido suas grandes performances, obtendo a liderança de quase todas as estatísticas: maior pontuador em números absolutos, segundo maior em média por partidas; o maior em média de rebotes e tocos, o melhor no aproveitamento de bolas de dois pontos e o que mais registrou duplos duplos. A imprensa brasileira também destacaram as atuações de Bennett, Elinho e Marquinhos na decisão.
Este também foi o primeiro título do técnico São Paulo, Bruno Mortari, que iniciou a carreira em novembro de 2021, assumindo o cargo que era do próprio pai, Cláudio. O técnico definiu a conquista como uma forma de consolidar o projeto do clube e exaltou a chance de contribuir com a "tradição" de títulos internacionais do futebol do São Paulo também no basquetebol. O pivô Tyrone Curnell, autor de 10 pontos na decisão, definiu a conquista como "inesquecível" e "merecida", considerando o esforço da equipe desde o início da competição.
Pelo lado do Biguá, a imprensa uruguaia destacou a campanha da equipe na competição, que culminou com o vice-campeonato. Este feito também representou o retorno do país à uma fase final internacional, o que não acontecia desde 2014. O Ovación, um dos maiores jornais do Uruguai, afirmou que a campanha da equipe aumenta a responsabilidade para os próximos representantes uruguaios. Já o Diario Cambio lembrou que os uruguaios eliminaram adversários “economicamente mais poderosos e de ligas superiores”.

## Leitura complementar
- «Tabela da Champions League Américas 2021/2022». Olimpíada Todo Dia. 9 de dezembro de 2021. Consultado em 15 de abril de 2022. Cópia arquivada em 15 de abril de 2022